# Jonas Vika
Jonas Vika (ur. 12 maja 2001) – norweski biegacz narciarski, mistrz świata juniorów i dwukrotny medalista mistrzostw świata młodzieżowców.

## Kariera
Po raz pierwszy na arenie międzynarodowej pojawił się 5 stycznia 2018 roku w Beitostølen, gdzie w zawodach juniorskich zajął ósme miejsce w biegu na 10 km stylem klasycznym. W 2020 roku wystartował na mistrzostwach świata juniorów w Oberwiesenthal, gdzie zajął 15. miejsce w biegu na 10 km techniką klasyczną. Podczas rozgrywanych rok później mistrzostw świata juniorów w Vuokatti zwyciężył w sztafecie, a w biegu na 10 km stylem dowolnym był czwarty. Ponadto na mistrzostwach świata młodzieżowców w Whistler w 2023 roku był najlepszy w biegu na 20 km klasykiem, a w biegu na 10 km stylem dowolnym był trzeci.
W Pucharze Świata zadebiutował 4 grudnia 2022 roku w Lillehammer, gdzie w biegu na 20 km stylem klasycznym zajął 58. miejsce. Pierwsze pucharowe punkty wywalczył 10 grudnia 2022 roku w Beitostølen, zajmując 24. miejsce w biegu na 10 km klasykiem.

## Osiągnięcia

### Mistrzostwa świata juniorów
| Miejsce | Dzień     | Rok  | Miejscowość    | Konkurencja              | Czas biegu | Strata  | Zwycięzca             |
| ------- | --------- | ---- | -------------- | ------------------------ | ---------- | ------- | --------------------- |
| 15.     | 2 marca   | 2020 | Oberwiesenthal | 10 km stylem klasycznym  | 26:31,7    | +1:10,6 | Gus Schumacher        |
| 37.     | 9 lutego  | 2021 | Vuokatti       | Sprint stylem klasycznym | 3:08,85    | —       | Niilo Moilanen        |
| 4.      | 12 lutego | 2021 | Vuokatti       | 10 km stylem dowolnym    | 24:26,6    | +32,7   | Martin Kirkeberg Mørk |
| 1.      | 13 lutego | 2021 | Vuokatti       | bieg sztafetowy 4×3,3 km | 49:45,3    | —       | —                     |
| 12.     | 14 lutego | 2021 | Vuokatti       | 30 km stylem klasycznym  | 1:21:22,2  | +1:19,8 | Aleksandr Iwszin      |

### Mistrzostwa świata młodzieżowców (do lat 23)
| Miejsce | Dzień       | Rok  | Miejscowość | Konkurencja              | Czas biegu | Strata | Zwycięzca             |
| ------- | ----------- | ---- | ----------- | ------------------------ | ---------- | ------ | --------------------- |
| 4.      | 29 stycznia | 2023 | Whistler    | Sprint stylem klasycznym | 2:46,20    | +3,04  | Ansgar Evensen        |
| 1.      | 31 stycznia | 2023 | Whistler    | 20 km stylem klasycznym  | 1:01:40,0  | —      | —                     |
| 3.      | 3 lutego    | 2023 | Whistler    | 10 km stylem dowolnym    | 22:52,1    | +43,4  | Martin Kirkeberg Mørk |

### Puchar Świata

#### Miejsca w klasyfikacji generalnej
| Sezon     | Miejsce |
| --------- | ------- |
| 2022/2023 | 147.    |

#### Miejsca na podium w zawodach
Vika nie stanął na podium indywidualnych zawodów PŚ.